# Tim Cafe
Tim Cafe (* 12. August 1987 in Invercargill) ist ein neuseeländischer Skirennläufer. Er startet in allen Disziplinen und nahm bisher an zwei Weltmeisterschaften und einmal an Olympischen Winterspielen teil. Er ist dreifacher Neuseeländischer Meister und gewann im Australia New Zealand Cup bereits zwei Rennen, blieb im Weltcup aber bisher ohne Punkte.

## Biografie
Tim Cafe lebt in Queenstown und erlernte im Alter von drei Jahren am Coronet Peak das Skifahren. Dort bestritt er im August 2002 auch seine ersten FIS-Rennen und sechs Wochen später folgten erste Starts im Australia New Zealand Cup. Im April 2005 stand er zum ersten Mal bei FIS-Rennen auf dem Siegerpodest und im September 2006 gelang ihm mit Platz zwei im Super-G am Mount Hutt auch im Australia New Zealand Cup der erste Podestplatz. Die ersten Siege in dieser Rennserie feierte er am 10. September 2008, als er wiederum am Mount Hutt den Super-G und die Super-Kombination gewann. 2006 war Cafe bereits Neuseeländischer Meister im Riesenslalom gewesen und 2008 gewann er den Titel im Super-G. Bei Juniorenweltmeisterschaften, an denen er 2006 und 2007 teilnahm, erreichte er keine vorderen Platzierungen. Sein bestes Ergebnis war ein 28. Platz im Slalom 2007. Seit 2005 nimmt Cafe auch an Rennen im Nor-Am Cup teil und fuhr dabei bisher zweimal unter die besten 20. Seit 2008 ist er auch gelegentlich im Europacup am Start, kam aber bisher in keinem Rennen unter die besten 50.
Im Februar 2009 nahm Tim Cafe neben Angus Howden und Sarah Jarvis als einer von drei Neuseeländern an den Weltmeisterschaften in Val-d’Isère teil. Er belegte den 36. Platz im Super-G und Rang 46 im Riesenslalom und war damit der einzige aus seiner Mannschaft, dem zählbare Ergebnisse gelangen. Im Slalom wurde er allerdings im ersten Durchgang disqualifiziert. Ende Januar 2010 bestritt Cafe in Kranjska Gora seine ersten beiden Weltcuprennen. Während er im ersten der zwei Riesenslaloms im ersten Durchgang ausfiel, kam er im zweiten nur als Letzter des ersten Durchgangs ins Ziel und verfehlte damit klar die Qualifikation für den zweiten Lauf. Cafes zweites internationales Großereignis waren die Olympischen Winterspiele 2010 in Vancouver. Neben Ben Griffin war er der einzige neuseeländische Skirennläufer, der daran teilnahm. Griffin schied jedoch zweimal aus, während Cafe bei seinem einzigen Antreten im Super-G den 38. Platz erzielte. Im September 2010 wurde Cafe Neuseeländischer Meister im Slalom.
In der Saison 2010/2011 nahm Cafe wieder an zwei Weltcuprennen teil. Im Super-G von Hinterstoder belegte er als Letzter den 52. Platz und im Riesenslalom von Kranjska Gora schied er im ersten Durchgang aus. Bei seinen zweiten Weltmeisterschaften in Garmisch-Partenkirchen erzielte er den 31. Platz im Super-G und Rang 43 im Riesenslalom, womit er die besten Resultate des dreiköpfigen neuseeländischen Teams, dem neben Cafe noch Ben Griffin und Sarah Jarvis angehörten, erreichte. Im Slalom schied er allerdings im zweiten Durchgang des Qualifikationsrennens aus.

## Erfolge

### Olympische Winterspiele
- Vancouver 2010: 38. Super-G

### Weltmeisterschaften
- Val-d’Isère 2009: 36. Super-G, 46. Riesenslalom
- Garmisch-Partenkirchen 2011: 31. Super-G, 43. Riesenslalom

### Juniorenweltmeisterschaften
- Québec 2006: 43. Super-G, 53. Riesenslalom, 62. Abfahrt
- Altenmarkt 2007: 28. Slalom, 42. Super-G, 43. Abfahrt, 72. Riesenslalom

### Australia New Zealand Cup
- Zwei Siege und ein zweiter Platz

### Neuseeländische Meisterschaften
- Dreifacher Neuseeländischer Meister (Riesenslalom 2006, Super-G 2008 und Slalom 2010)